# Parkers hexad
Parkers hexad är en samling av sex aspekter på informationssäkerhet som beskrevs av Donn B. Parker 1998, och utvidgar området utöver de klassiska konfidentialitet, integritet, tillgänglighet.  
Tanken är att varje säkerhetsbrist kan beskrivas utifrån ett eller flera av dessa fundamentala informationsattribut.

## Komponenter

### Konfidentialitet
Begränsar vem som kan komma åt vilken typ av information. 
Ex: Företag skyddar strategiska planer, individer vill hindra obehörig åtkomst till hälsoinformation. 

### Ägande eller kontroll
Exempel: ett stulet brev med bankkort+PIN-kod: även om en tjuv inte öppnar brevet är det bekymmer för offret att hen kan göra detta när som helst. Detta illustrerar förlust av kontroll utan brott mot konfidentialiteten. 

### Integritet
Att hantera innehåll i data korrekt och konsistent. Varje oönskad modifikation av information bryter mot dess integritet. Ex: hårddiskproblem kan ge slumpmässiga fel i en datamängd. 
Enligt Donn Parker: "..information is whole, sound, and unimpared (not necessarily correct)... complete and in intended good order.", dvs. information kan vara felaktig eller ej autentisk men ändå ha integritet.

### Autenticitet
Äkthet, främst avseende informationens ursprung/författarskap. En digital signatur kan verifiera vem som skrivit/står för en text.

### Tillgänglighet
Rätt information åtkomlig vid rätt tillfälle. Kan störas av bl.a. hårdvaruproblem men även t.ex. överbelastning av en server. Långa svarstider i ett IT-system är ett annat tillgänglighetsproblem.

### Användbarhet
Ett exempel kan vara tabellpresentation av EKG-data - all information finns, är korrekt och åtkomlig men i denna form är den oanvändbar.